# Priest Lauderdale
Priest Lamar Lauderdale (Chicago, 31 agosto 1973) è un ex cestista statunitense naturalizzato bulgaro, professionistra nella NBA, in Sudamerica, Europa e Asia.

## Carriera
Pivot di 224 cm, inizia a calcare i parquet dell'NBA dal 1996, stesso anno in cui viene scelto dagli Atlanta Hawks al primo giro del draft (28ª scelta). La sua ultima presenza in NBA risale all'aprile 1998, quando termina la stagione coi Denver Nuggets ad un minutaggio medio di 8,8 minuti a partita. Gli stessi Nuggets lo svincolano ufficialmente nel gennaio 1999, con i Chicago Bulls che lo firmano qualche giorno dopo senza però fargli fare apparizioni in campo.
Nel 2000 milita in CBA, mentre nel marzo 2001 si accorda col Real Madrid ma non supera le visite mediche. Quindi inizia a girare il mondo con le parentesi in Venezuela ai Gaiteros del Zulia ed a Cipro con l'Apollon Limassol.
Dal 2002 firma coi bulgari dell'Academic Sofia, restandovi a lungo tanto da ottenere il passaporto bulgaro nel 2004: durante questo periodo ha vinto numerosi titoli nazionali, giocando anche l'ULEB Cup in campo europeo. Nel 2005 vola in Arabia Saudita giocando per l'Al-Ittihad di Gedda. Un anno più tardi è di scena in Iran, al Saba Battery.
Quindi si divide tra Emirati Arabi, ancora Arabia Saudita, e Cina. Nel 2008 approda in Iran vincendo il campionato, nel 2010 in Iraq per poi fare ritorno in Bulgaria.

## Palmarès
- Coppa di Bulgaria: 2

Academic Sofia: 2003, 2004